# Viļāni (novads)
Viļāni (łot.: Viļānu novads) – jeden z łotewskich novadsów, funkcjonujący w latach 2009–2021.

## Historia
Novads powstało na terenach należących przed 2009 do rejonu Rzeżyca.
W skład novadsu wchodziło miasto Viļāni oraz trzy pagastsy: Dekšāres, Sokolki i Viļāni. Jego stolicą zostało miasto Viļāni.
Zlikwidowany w ramach reformy administracyjnej 30 czerwca 2021. Wszedł w całości w skład nowego novadsu Rzeżyca.